# 南京饭店 (上海市)
31°14′21″N 121°28′40″E / 31.23930°N 121.47772°E
上海南京饭店，始建于1929年，位于上海市黄浦区山西南路200号，是第二批上海市优秀历史建筑。历史上曾是中国青年新闻记者协会成立会址，也是第八批上海市文物保护单位。目前为锦江国际集团的旗下酒店。

## 历史
1937年七七事变之后，上海新闻界在中共地下党的指示和周恩来的倡导下，决定成立统一战线组织。1937年11月8日，中国青年新闻记者协会在上海南京饭店举行了成立大会，并推选范长江、羊枣（杨潮）、恽逸群、碧泉、朱明为总干事，夏衍、邵宗汉为候补干事。1938年3月，中国青年新闻记者协会第一次全国代表大会在汉口召开。中国青年新闻记者协会一直活动到中华人民共和国成立。
中华人民共和国成立后，南京饭店曾是上海市政府招待所。1989年进行全面改造，为隶属于上海新亚(集团)股份有限公司（后并入锦江国际集团）的老字号涉外旅游二星级宾馆，经营京帮风味菜点和海派菜。2010年3月11日，该建筑以中国青年新闻记者协会成立会址名义，选入黄浦区文物保护单位。2014年4月4日，以中国记协成立大会会址选入第八批上海市文物保护单位。经过两年整改，2017年11月3日更名后的锦江都城经典上海南京饭店开门试营业。2018年3月30日，正式营业，装修后的客房有169间。